# Marià IV d'Arborea
Marià IV d'Arborea el Gran (en sard: Marianu de Arbaree, 1329 -1375), fou fill d'Hug II d'Arborea i jutge d'Arborea entre el 1345 i 1375. Tot i ser català, quan l'atzar el dugué a esdevenir el nou jutge va revoltar-se contra el domini de la Corona d'Aragó sobre Sardenya. Durant un temps va arribar a ser l'únic sobirà de gairebé tota l'illa.

## Biografia
Era de cultura catalana i va viure molts anys a Barcelona on es va casar. De fet havia estat educat a Catalunya, a les corts d'Alfons III i de Pere III. El 1347 va succeir son germà Pere III d'Arborea, que havia mort sense fills. L'11 de setembre de 1349, quan va tornar a l'illa, va rebre el feu del comtat del Goceano i la senyoria de Marmilla del rei de Catalunya i Aragó. Però malgrat els seus antecedents Marià IV va posicionar-se contra el domini català de Sardenya per part de Pere III el Cerimoniós. El 1336 es va casar amb Timbor de Rocabertí filla del vescomte Dalmau VII de Rocabertí i de Beatriu de Serrallonga baronessa de Cabrenys (la qual encara vivia el 1361).
El 1347 els Dòria es van revoltar, van derrotar els catalans a la batalla d'Aidu de Turdu i van ocupar Bonorva, però no van poder aprofitar la situació. Des del 1353 durant la guerra venecianogenovesa va capgirar la seva política i es va oposar a la dominació catalana, lluitant contra Gerard Gherardeschi, vassall lleial a Catalunya-Aragó, i va atacar (al sud) Castel di Castro però fou rebutjat i en va iniciar el setge; tot seguit va atacar el nord aliat amb els Dòria i va conquerir l'Alguer amenaçant Sàsser el 1354. Pere III el Cerimoniós va haver d'anar a l'illa amb un exèrcit i va desembarcar a Nulauro, conquerint l'Alguer. Marià va iniciar una lluita de guerrilles i emboscades i Bernat II de Cabrera va derrotar els revoltats a la batalla de Quart, fins que el 1355 es va signar la pau de Sanluri per la que Marià renunciava a L'Alguer. Van seguir deu anys de pau en las que Marià va reforçar l'exèrcit i va fer progressar el país gràcies a bones condicions econòmiques; les lleis van ser recopilades per escrit (abans eren orals).
El 1364 es va reprendre la guerra i va demanar permís al Papa que a canvi d'una concessió el va autoritzar; Marià es va apoderar ràpidament de quasi tota l'illa i els aragonesos només van conservar el castell de Càller, L'Alguer i Sàsser. Pere III va armar una poderosa flota i en va donar el comandament a Pere de Luna, que fou derrotat mentre intentava acostar-se a Oristany. El 1368 Marià va ocupar Sàsser i el rei va obtenir 150.000 lliures a les Corts de Barcelona Quan preparava l'assalt final va morir de pesta el 1375.
Va deixar quatre fills: Hug III d'Arborea (últim jutge d'Arborea de la branca catalana dels Cervera), Leonor d'Arborea, Beatriu (casada el 1363 amb el vescomte Aimeric VI de Narbona i morta el 1377) i una filla de nom desconegut que va morir molt jove el 14 de gener de 1343.